# اقتصاد قضائي
الاقتصاد القضائي بالانجليزية : Judicial economy
الاقتصاد القضائي هو المبدأ القائل بأن الموارد المحدودة للنظام القانوني أو محكمة معينة يجب أن يتم الحفاظ عليها من خلال رفض البت في مطالبة واحدة أو أكثر مرفوعة في قضية واحدة. على سبيل المثال، قد يدعي المدعى أن أفعال المدعى عليه انتهكت ثلاثة قوانين متميزة. بعد أن وجدت للمدعي انتهاكًا للقانون الأول، تتمتع المحكمة بعد ذلك بسلطة تقديرية لممارسة الاقتصاد القضائي وترفض اتخاذ قرار بشأن الادعاءين المتبقيين، على أساس أن اكتشاف انتهاك واحد يجب أن يكون كافياً لتلبية مدعى.
مشكلة العتبة في حالة معينة
من الأمثلة على الاقتصاد القضائي قضية عتبة التي تعني المستوى الذي يتأثر فيه شيء ما بقاعدة معينة أو ينتمي إلى فئة معينة، أو مستوى المال المكتسب أو الدخل الذي يجب على الأفراد أو الشركات دفع الضرائب فوقه، أو يجب دفع معدل ضريبة مختلف. ففي مثل هذه القضايا يجوز للمحكمة، اعتمادًا على درجة المساس بحقوق المتقاضين، أن تختار الاستماع إلى هذه القضية بدلاً من المضي في محاكمة كاملة. ففي نهاية المطاف ستقرر قضية.
دعاوى قضائية جماعية
الدعاوى القضائية الجماعية هي مثال آخر على الاقتصاد القضائي في العمل ، حيث تتم محاكمتهم في كثير من الأحيان كقضية واحدة، ومع ذلك تشمل العديد من القضايا ذات الحقائق المماثلة. بدلاً من محاكمة كل حالة على حدة، الأمر الذي من شأنه أن يثقل كاهل النظام القضائي، لذا يمكن دمج القضايا في دعاوى جماعية
1. ↑  "معلومات عن اقتصاد قضائي على موقع nl.go.kr". nl.go.kr.[وصلة مكسورة]

1-قانون الاقتصاد القضائي والتعريف القانوني
2-دعاوى قضائية جماعية: نظرة عامة قانونية لخدمة الكونغرس 115 للأبحاث